# There Is a Mountain
〈There Is a Mountain〉은 1967년에 발매된 영국의 싱어송라이터 도노반이 작곡한 곡이다. 그것은 미국(빌보드: 11위)과 영국(8위)에서 차트화했다.
이 음악가들은 도노반, 타악기 연주자 토니 카, 플루트 연주자 해롤드 맥나이어, 베이스 연주자 대니 톰슨이다.
차트 순위: 11위(미국 빌보드), 9위(미국 캐쉬박스), 11위(미국 레코드 월드), 8위(영국)
올맨 브라더스 밴드의 〈Mountain Jam〉(1972년 《Eat a Peach》로부터)은 이 노래를 바탕으로 한 길고 즉흥적인 잼 곡이다. 그레이트풀 데드 또한 때때로 그것을 통합했다.
이 가사는 유럽과 미국에서 불교를 대중화한 최초의 책 중 하나인 선불교 에세이에서 훗날 D. T. 스즈키가 번역한 칭위안 웨이신 불교 용어다.